# Clarence Gamble
Pour l’article homonyme, voir Gamble.
Clarence Gamble (né le 16 août 1881 — décédé le 13 juin 1952) est un joueur américain de tennis, médaillé de bronze aux Jeux olympiques d'été de 1904 à Saint-Louis en double messieurs avec Arthur Wear.

## Palmarès (partiel)

### Médaille en double
|   | Date | Nom et lieu du tournoi             | Cat.    | Surf.        | Partenaire  | Finalistes               | Score   |
| 1 | 1904 | Jeux olympiques d'été, Saint-Louis | Olympic | Terre (ext.) | Arthur Wear | Joseph Wear · Allen West | Partage |